# Atharabanka
Atharabanka és un riu de Bengala Occidental, als districtes de North 24 Parganas i South 24 Parganas. Forma una de les vies fluvials que permeten navegar amb bot fins als districtes orientals.
Desaigua al riu Bidyadhari, que al seu torn s'uneix al Karatoya, a l'entorn de Canning (antiga Port Canning), i corre cap al sud amb el nom de riu Matla, desaiguant a la badia de Bengala.
Un rierol amb el mateix nom uneix els rius Madhumati i Bhairab i desaigua en aquest darrer a Alaipur. És navegable i corre pel districte de Khulna a Bangladesh.